# Fédération Française de Football
Fédération Française de Football (FFF) (svenska: Franska Fotbollsförbundet), är det förbund som styr den organiserade fotbollen i Frankrike och även landets utomeuropeiska områden (Guadeloupe, Franska Guyana, Martinique, Mayotte, Nya Kaledonien, Franska Polynesien och Réunion). Det grundades 1919 och har sitt huvudkontor i landets huvudstad Paris.